# Семенкино (Калтасинський район)
Семе́нкино (рос. Семёнкино, башк. Семенкин) — присілок у складі Калтасинського району Башкортостану, Росія. Входить до складу Старояшевської сільської ради.
Населення — 109 осіб (2010; 128 у 2002).
Національний склад:
- марійці — 99 %